# Св. св. Петър и Павел (Мешеища)
Вижте пояснителната страница за други значения на Свети апостоли Петър и Павел.
„Св. св. Петър и Павел“ (на македонска литературна норма: „Св. св. Петар и Павле“) е възрожденска църква в охридското село Мешеища, Северна Македония. Църквата е част от Охридското архиерейско наместничество на Дебърско-Кичевската епархия на Македонската православна църква – Охридска архиепископия.
Църквата е гробищен храм и е изградена в 1899 година. На южната врата са изписани имената на зографите: Димитър, Ефтимий и Георги от Гари. В църквата има икони от XVII, XVIII и XIX век. Резбите в храма са дело на Яким Тодоров.